# Zita Užlytė
Zita Užlytė (* 13. Januar 1980 in Švenčionys) ist eine litauische liberale Politikerin, Mitglied des Seimas.

## Leben
Nach dem Abitur an der 1. Mittelschule Švenčionėliai absolvierte Užlytė das Bachelorstudium der litauischen Philologie (Lituanistik) an der Vilniaus pedagoginis universitetas und wurde Lehrerin. Danach studierte sie im Magisterstudiengang an der Fakultät für Strategiemanagement und Politik der Mykolo Romerio universitetas in Vilnius.
Ab 2002 arbeitete sie als Lehrerin für litauische Sprache an der Mittelschule Riešė (in der Rajongemeinde Vilnius).
2008 wurde Užlytė Mitglied von Tautos prisikėlimo partija und war von 2008 bis 2012 Mitglied  von Seimas.